# Parafia Świętych Cyryla i Metodego w Dąbrówce
Parafia Świętych Cyryla i Metodego w Dąbrówce – parafia Kościoła Polskokatolickiego w RP, położona w dekanacie żółkiewskim diecezji warszawskiej. Wierni zamieszkują w większości wsie: Popielarnia, Dąbrowica i Stany. Parafia posiada wspólny cmentarz z rzymskimi katolikami. Msze św. sprawowane są w niedzielę o godz. 9 i 11.

## Historia
Zainteresowanie Kościołem Narodowym w Dąbrówce spowodował przypadek, kiedy rzymskokatolicki ksiądz z sąsiedniej wsi zażądał wysokiej opłaty za pochówek swojej parafianki, która była gorliwą chrześcijanką, wierni miejscowej parafii zgłosili się do Jastkowic z prośbą o zorganizowanie kaplicy polskokatolickiej. Początki organizowania się parafii sięgają więc roku 1932, kiedy jej pierwszym duszpasterzem został ks. Roman Powąska. Przy zakładaniu parafii pomocy udzielali działacze ruchu ludowego. Na początku była to parafia Polskiego Kościoła Starokatolickiego, ale tuż przed wybuchem II wojny światowej przeszła pod jurysdykcję Polskiego Narodowego Kościoła Katolickiego.
Pierwszym powojennym proboszczem parafii był ks. Józef Sobala. Niestety, w 1951 drewniany kościół postawiony dwadzieścia lat wcześniej spalił się w pożarze. W 1959 oddano do użytku zupełnie nową świątynię, jej poświęcenia dokonał 8 września tego roku bp prof. Maksymilian Rode. W 1952 do parafii należało 495 wiernych, w 1965 – 300 wiernych, obecnie liczba ta spada ze względu na migracje ludności do większych miast regionu.
W 1978 parafia dąbrowiecka święciła 25-lecie kapłaństwa swojego proboszcza ks. Tadeusza Białobrzeskiego, który wprowadził parafialny zwyczaj obchodzenia 2 maja, jako Dnia Chorych i Cierpiących.